# Taxus baccata
Il tasso (Taxus baccata L., 1753) è un albero dell'ordine delle conifere, molto usato come siepe ornamentale o pianta isolata potata secondo i criteri dell'ars topiaria. È conosciuto anche con il nome di «albero della morte».

## Descrizione

### Portamento
Albero o arbusto di color verde scuro, largamente piramidale con rami ascendenti o patenti orizzontalmente.
Il tasso è un albero sempreverde di seconda grandezza (tra i 10 e i 20 metri d'altezza), con una crescita molto lenta, per questo motivo in natura spesso si presenta sotto forma di piccolo albero o arbusto, tuttavia in condizioni ottimali può raggiungere i 15–20 metri di altezza; la chioma ha forma globosa irregolare, con rami molto bassi.

### Corteccia
È di colore bruno rossastro, inizialmente è liscia ma con l'età si solleva arricciandosi e dividendosi in placche. I giovani rami sono verdi.

### Foglie
Le foglie sono lineari, leggermente arcuate, lunghe fino a 3 cm e di colore verde molto scuro nella pagina superiore, più chiare inferiormente; sono inserite sui rami con un andamento a spirale, in due file opposte. Sono molto velenose.

### Sporofilli
È una specie per lo più dioica, ma esistono segnalazioni di individui monoici. Gli sporofilli maschili sono raggruppati in amenti, quelli femminili si trasformano in arilli. L'impollinazione è anemofila.

### Arilli

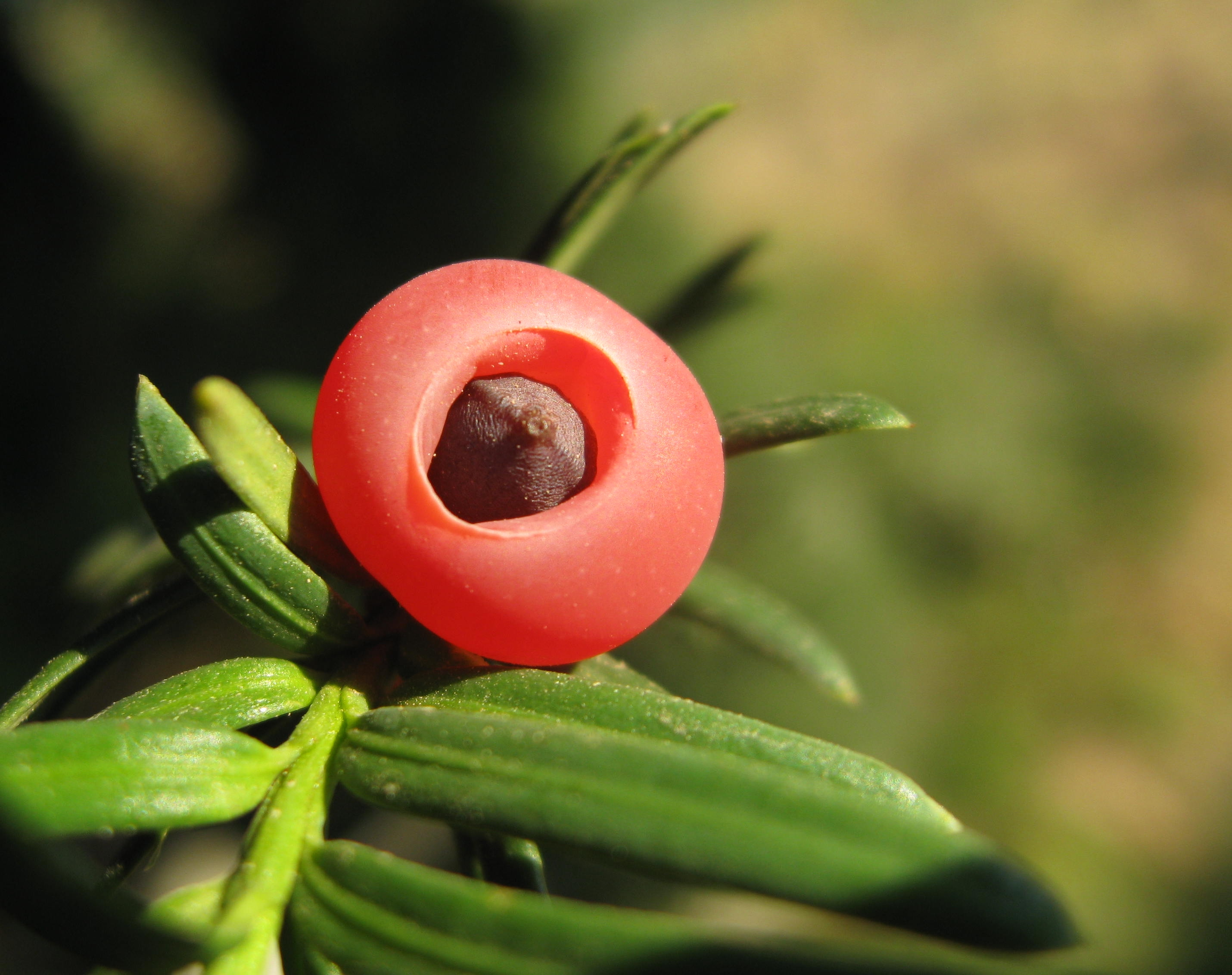
Particolare degli arilli

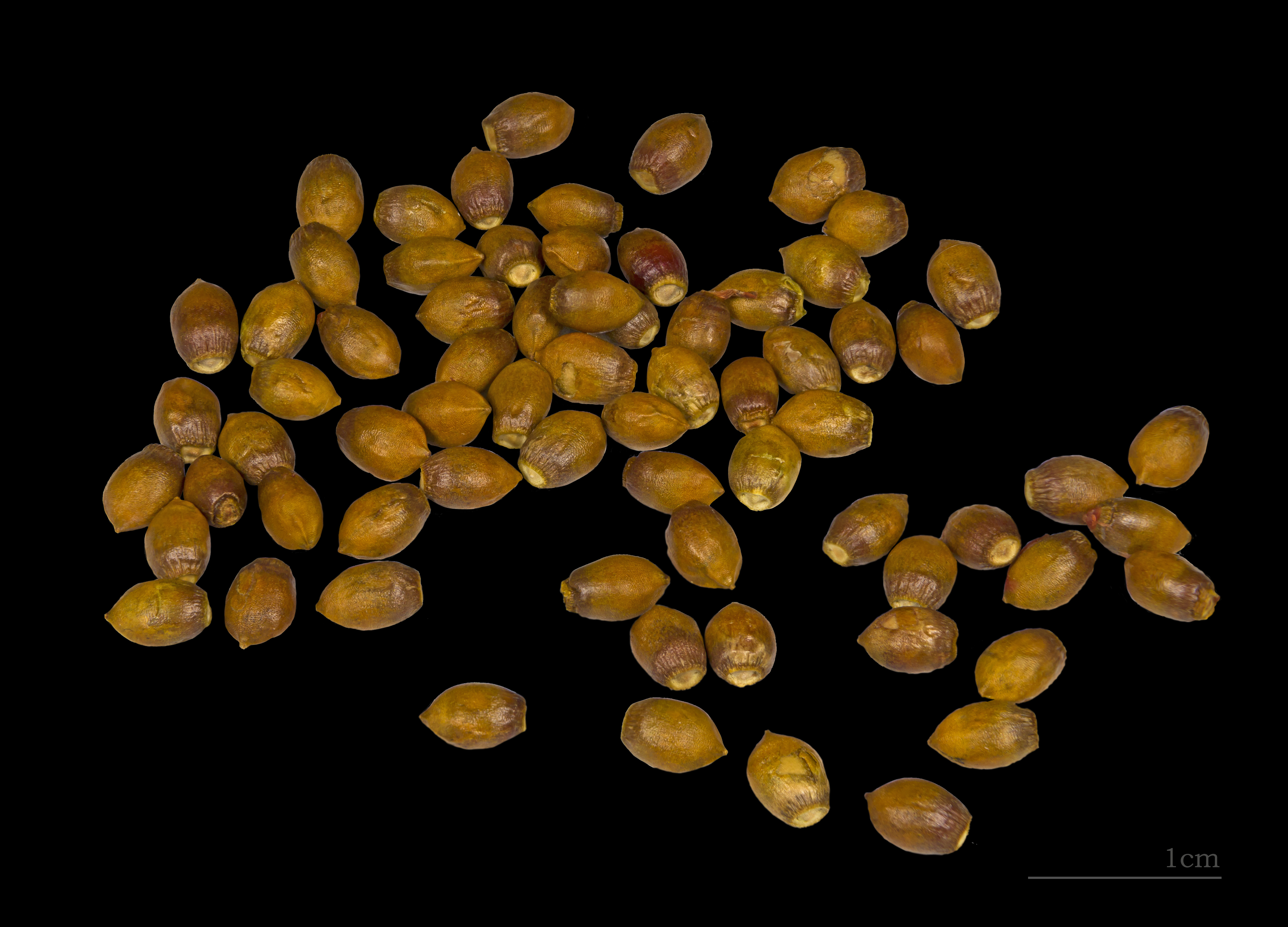
I semi

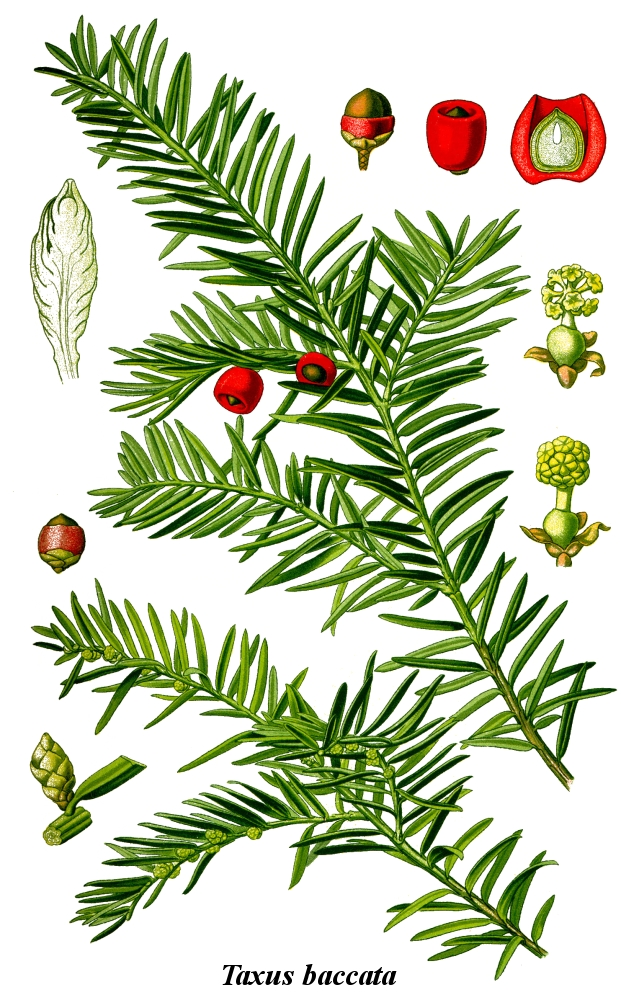
Illustrazione di T. baccata

La pianta, essendo una Pinophyta, non produce frutti (solamente le Angiosperme ne producono).
Quelli che sembrano i frutti in realtà sono degli arilli, ovvero delle escrescenze carnose che ricoprono il seme. Questo tessuto carnoso deriva dallo sviluppo delle squame basali del piccolo cono femminile. Inizialmente verdi, rossi a maturità, contengono un solo seme, duro e molto velenoso; la polpa invece è innocua e commestibile.
Gli uccelli favoriscono la diffusione della pianta: mangiano gli arilli e ne digeriscono la polpa, mentre i semi veri e propri riescono ad attraversare intatti il processo digestivo e, espulsi, si insediano nel terreno dando origine a un nuovo esemplare. Il tasso è quindi una pianta zoofila (o a riproduzione ornitogama), che si serve degli animali per riprodursi: senza gli animali gli arilli cadrebbero al suolo e non crescerebbero per la mancanza di luce e la concorrenza con la pianta madre per i sali minerali del terreno.
Un seme di tasso può impiegare fino a due anni dalla messa a dimora per germinare, pertanto i propagatori utilizzano principalmente le talee, che comunque richiedono alte concentrazioni di ormone radicale per sviluppare le prime radici.

## Distribuzione e habitat
L'areale di questa specie comprende le zone dall'Europa settentrionale al Nordafrica e al Caucaso.
Preferisce i luoghi umidi e freschi, ombrosi, con terreno calcareo. È specie minoritaria presente nella faggeta, ma l'intenso utilizzo nel passato ne ha limitato oggi la presenza.
In Italia si trova in zone montane, non molto frequentemente. Nella foresta Umbra del Gargano, nel Monte Capanne dell'isola d'Elba, sulle Alpi Apuane nella zona di Cardoso, nella zona di Palena, Pescocostanzo (AQ), nella Vallelonga Prati D'Angro - Villavallelonga (AQ), nella Macchia delle Tassinete a Cingoli, nella Riserva naturale guidata Zompo lo Schioppo (AQ), in alcune zone dei Monti Lepini e sui monti Ernici di Sora (Fr), sono presenti diversi esemplari imponenti; un esemplare monumentale è inoltre presente nelle vicinanze del Monastero di Fonte Avellana.

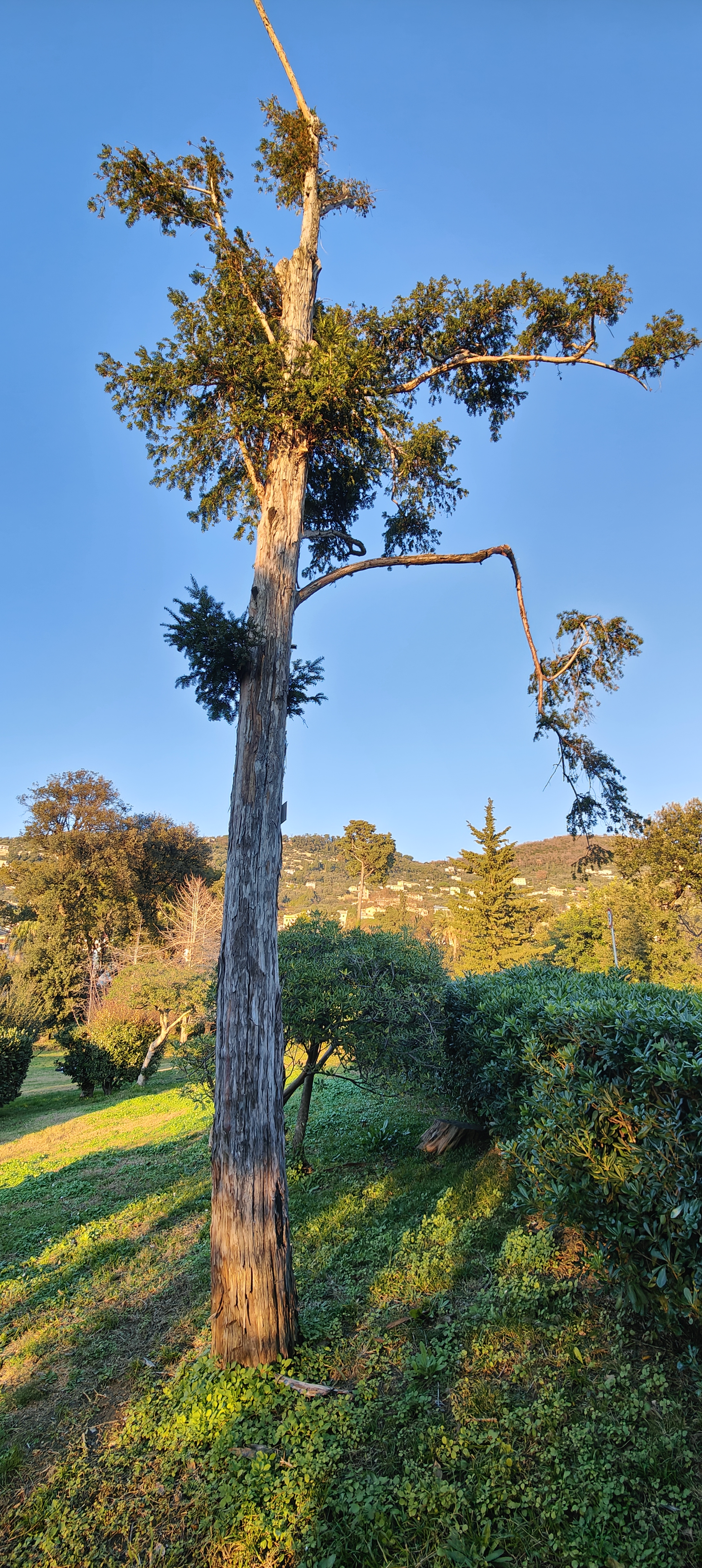
Esemplare di Tasso, Taxus Baccata a Genova-Nervi

Il Parco dei Nebrodi ospita, all'interno del bosco della Tassita, alcuni annosi esemplari all'interno di una faggeta del versante settentrionale di Monte Pomiere. Numerosi esemplari si trovano anche nell'Area naturale protetta di interesse locale Nuclei di Taxus Baccata di Pratieghi.
In Sardegna, l'area di Sos Nibberos copre una superficie di circa 7 ettari che ricade completamente all'interno della Foresta Demaniale Monte Pisanu, presso il comune di Bono (SS). È presente anche nel parco Aymerich di Laconi. È stata dichiarata "monumento Naturale" con il decreto n. 24 del 29 gennaio 1994 dall'Assessorato della Difesa dell'Ambiente della Regione Sarda ai sensi della L.R. n. 31/1989. 
Rappresenta una formazione vegetale di notevole importanza scientifica, storico-culturale e paesaggistica, popolata da tassi pressoché millenari che raggiungono anche un metro di diametro e altezze sui 15 metri.
Altri areali di diffusione sono il Marghine e il Montiferru, dove è chiamato Linu Ruju.

## Principi attivi
Il principio attivo responsabile della tossicità di rami, foglie e semi, dove è presente in percentuale variabile fra lo 0,5 e il 2%, è un alcaloide, la tassina. Ha effetto narcotico e paralizzante sull'uomo e su molti animali domestici. Gli organi che ne contengono di più sono le foglie vecchie.
Molte di queste sostanze tossiche, alle dosi presenti nella pianta, possono essere usate come principi attivi di prodotti chemioterapici per la lotta ad alcune forme di cancro; in particolar modo il tassolo è utilizzato in alcune forme neoplastiche a livello ovarico e a livello del tumore al seno. È sperimentato anche per il Carcinoma della prostata, vescica e polmone.

## Farmacognosia
Il tasso è una tra le piante più tossiche presenti sul territorio italiano, con tossicità paragonabile a quella della specie giapponese T. cuspidata..
Diversi sono i principi attivi presenti nella pianta:
- Tassina: miscela di alcaloidi cardioattivi con potente azione cardiotossica collegata agli antagonisti del calcio e del potassio.[5][6]
- Olio di tasso: sostanza fortemente irritante
- Altri principi attivi, tra cui: efedrina

Tutte le parti della pianta sono tossiche ad eccezione dell'arillo (parte carnosa di colore rosso che circonda il seme); il loro grado di tossicità varia a seconda della stagione, del sesso della pianta e della sua età. Anche processi denaturanti, quali essiccazione e disidratazione non diminuiscono il suo potere tossico. L'eventuale ingestione di semi o parti della pianta richiede immediato intervento medico e il soggetto deve essere tenuto in osservazione per almeno sei ore.
Sintomatologia:
1. Apparato gastroenterico:
Il soggetto presenta forti dolori colici, con diarrea e vomito.
2. Apparato cardiocircolatorio:
Il soggetto va incontro a vasodilatazione periferica, con diminuzione della frequenza cardiaca (bradicardia) e diminuzione dell'intensità del polso periferico. La vasodilatazione porta il soggetto ad andare incontro a ipotermia.
3. Apparato respiratorio:
Le alterazioni vasodinamiche che si creano portano il soggetto ad avere un ridotto afflusso ematico a livello polmonare con sintomatologia quale dispnea, atteggiamento a "fame d'aria", polipnea.

Avvelenamenti provocati dall'ingestione sono abbastanza comuni sia negli animali selvatici che in quelli domestici, incluso il bestiame e i cavalli quando consumano la pianta accidentalmente.
Molto spesso dato che l'avvelenamento è iperacuto e la pianta è molto spessa, nello stomaco/rumine troviamo la pianta indigerita. In letteratura sono note le forme: acuta, iperacuta e tardiva. Frequente avvelenamento iperacuto.

Prognosi infausta: la maggior parte dei soggetti, specialmente bovini, muore entro 2/3 giorni.

## Altre nozioni

### Etimologia
Il nome comune deriva dal greco tóxon che significa arco/freccia, e l'appellativo di "albero della morte" nasce proprio dal suo impiego nella fabbricazione di dardi velenosi e dalla sua caratteristica tossicità, oltre al fatto che veniva utilizzato nelle alberature dei cimiteri. Inoltre, le sue caratteristiche meccaniche lo rendono eccellente per fare archi e balestre.

### Propagazione e coltivazione
Cresce molto lentamente e si propaga abbastanza facilmente per talea oppure per propaggine e abbastanza difficilmente per seme. È stato molto usato come specie da ars topiaria e tuttora viene spesso impiegato per formare grandi siepi formali, oltre che come esemplare singolo. Sono state selezionate varie cultivar ornamentali, caratterizzate da portamento colonnare, fogliame di colore giallo dorato o caratterizzate da crescita ridotta.

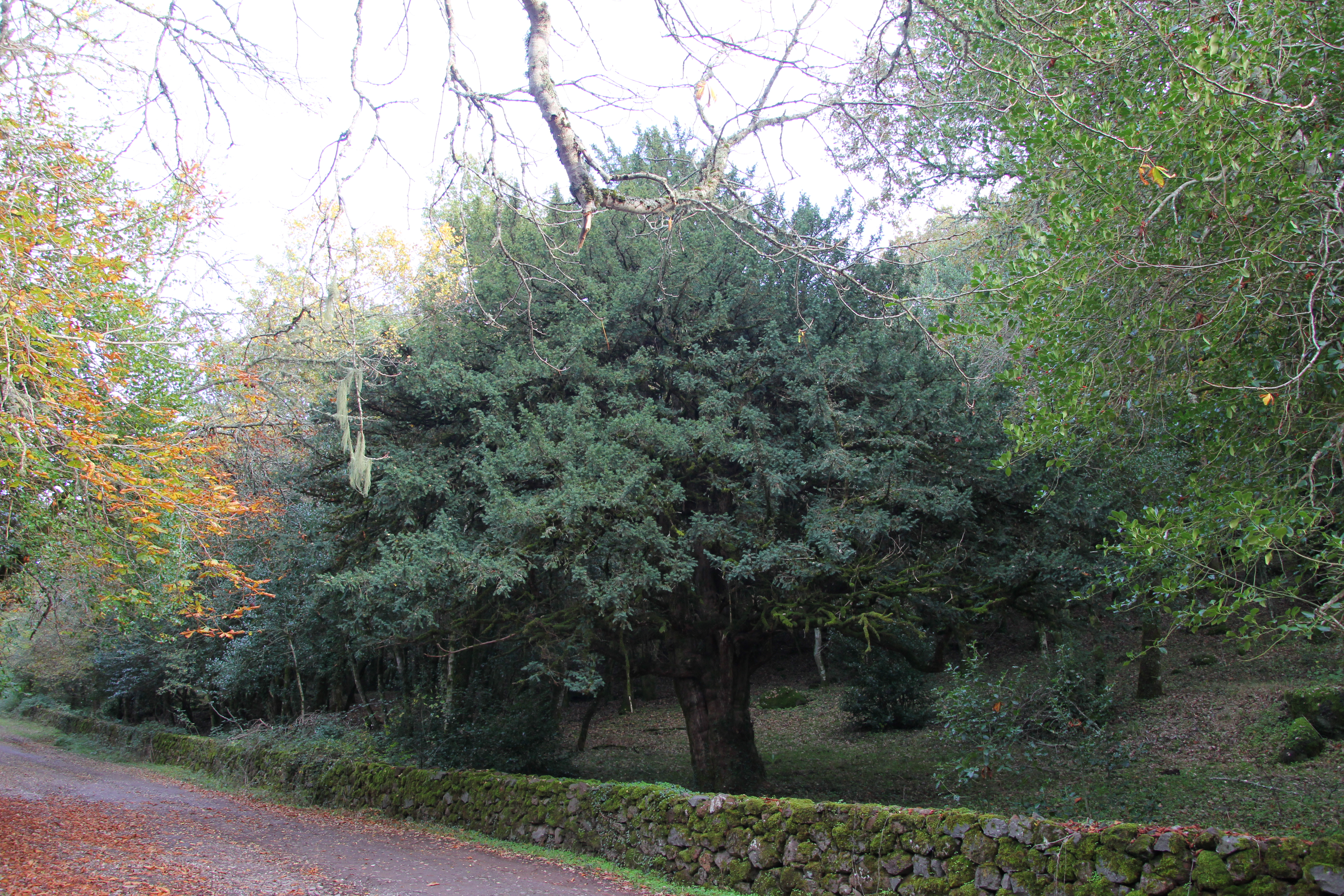
Un bell'esemplare nel bosco di Badde Salighes, Bolotana

Interessante è la sua propagazione ornitogama del seme. Alcuni uccelli si cibano dell'arillo prodotto dal Tasso e ingoiano interamente il seme contenuto nell'arillo stesso. Il seme viene successivamente defecato dall'uccello e così trasportato altrove.
Molto longevo, ed è difficile stabilirne l'età, perché gli anelli di crescita del legno non sono sempre visibili a causa di particolari strutture (chiamate cordoni di risalita) che ne impediscono la corretta datazione; inoltre spesso il centro del tronco diventa cavo con il passare del tempo. Nel Giardino dei semplici di Firenze è presente un tasso piantato da Pier Antonio Micheli nel 1720. A Cavandone, Verbania, esiste un tasso messo a dimora agli inizi del XVII secolo, con quasi quattrocento anni di età. Presso l'Eremo di Fonte Avellana un tasso ha una età, che i monaci tramandano essere di oltre mille anni; esso è ritenuto il più antico d'Italia.
Ne esistono esemplari di 1500 – 2000 anni di età. Un esemplare noto con il nome di "Itamos", che si trova nell'omonimo comune greco, ha un'età stimata di 2000 anni, mentre il tasso conosciuto come "The Fortingall Yew", situato nella Contea di Perth, Scozia ha un'età compresa tra i 2000 e i 3000 anni.

### Utilizzo

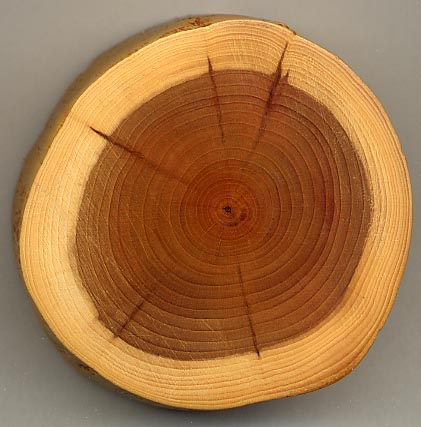
Sezione di un tronco con alburno (la parte chiara) e durame (la parte scura)

Storicamente il tasso è il legno per eccellenza nella costruzione di archi, e sin dalla preistoria è attestato il suo utilizzo per la fabbricazione di quest'arma. Per esempio, l'arco della mummia del Similaun era in tasso. Ma la fama acquisita dal legno di questa pianta è dovuta soprattutto alla larghissima diffusione che ebbe durante il Medioevo nella costruzione di archi da guerra, soprattutto in Inghilterra (il famoso arco lungo era di tasso). Il legno del tasso, infatti, oltre alla grande elasticità si differenzia molto bene al suo interno in alburno e durame. 
- Il durame è la parte interna più scura di un ramo o di un tronco dell'albero e ha la caratteristica di resistere bene alla compressione; per questo motivo viene utilizzato per comporre la parte più interna del listello dell'arco, quella rivolta verso l'arciere quando egli tira, cioè la parte sottoposta alla compressione.
- L'alburno è la parte più chiara ed esterna nella sezione di un tronco; è molto elastico e per questo motivo viene impiegato nella parte più esterna dell'arco, quella rivolta verso il bersaglio, che va in trazione quando la corda è posta in tensione.

Nell'arco il durame contrasta la tensione della corda e l'alburno riporta dritto il listello dopo l'uso.